# Archimandrita tessellata

Archimandrita tesselata  (лат.) — один из видов южноамериканских тараканов рода Archimandrita семейства Blaberidae, также известный под названием «Таракан-архимандрит» или «Гигантский лесной таракан». Родина этого насекомого — леса Коста-Рики и Панамы, возможно, близлежащие государства. Название рода, видимо, происходит от внушительного впечатления, которое производит взрослая особь этого таракана.
Длина взрослой особи составляет 75—85 мм (у крупных самок до 100 мм), таким образом, это один из крупнейших видов тараканов. Самки отличаются от самцов срастающимися последними сегментами брюшка с нижней стороны (характерный признак семейства). Живородящи (яйцеживорождение), одна самка приносит до 20 детёнышей. Оотека инкубируется в зависимости от температуры около 90—120 дней, процесс взросления личинок занимает до года. Продолжительность жизни имаго — около года, иногда больше.
Этот вид часто разводится в неволе как декоративное насекомое, сравнительно неприхотлив, но малоплоден и медленно растёт. Довольно активные животные, способные к короткому планирующему полёту. Не способны передвигаться по гладким поверхностям. Света обычно избегают. Питаются, в основном, листовым опадом и другими органическими остатками.